# Allenville (Illinois)
Allenville és una població dels Estats Units a l'estat d'Illinois. Segons el cens del 2000 tenia 154 habitants.

## Demografia
Segons el cens del 2000, Allenville tenia 154 habitants, 61 habitatges, i 42 famílies. La densitat de població era de 102,5 habitants/km².
Dels 61 habitatges en un 18% hi vivien nens de menys de 18 anys, en un 60,7% hi vivien parelles casades, en un 4,9% dones solteres, i en un 31,1% no eren unitats familiars. En el 26,2% dels habitatges hi vivien persones soles el 13,1% de les quals corresponia a persones de 65 anys o més que vivien soles. El nombre mitjà de persones vivint en cada habitatge era de 2,52 i el nombre mitjà de persones que vivien en cada família era de 3,1.
Per edats la població es repartia de la següent manera: un 16,9% tenia menys de 18 anys, un 10,4% entre 18 i 24, un 20,8% entre 25 i 44, un 38,3% de 45 a 60 i un 13,6% 65 anys o més.
L'edat mediana era de 46 anys. Per cada 100 dones de 18 o més anys hi havia 109,8 homes.
La renda mediana per habitatge era de 46.146 $ i la renda mediana per família de 48.750 $. Els homes tenien una renda mediana de 31.250 $ mentre que les dones 20.000 $. La renda per capita de la població era de 16.586 $. Aproximadament el 4% de les famílies i el 7,7% de la població estaven per davall del llindar de pobresa.

## Poblacions més properes
El següent diagrama mostra les poblacions més properes.